# Cheick Sallah Cissé
Cheick Sallah Cissé (Bouaké, 19 de setembro de 1993) é um taekwondista marfinês, campeão olímpico. Sua medalha de ouro foi a primeira da histórica olímpica de seu país.

## Carreira
Cheick Sallah Cissé competiu na Rio 2016, na qual conquistou a medalha de ouro, na categoria até -80kg. Conquistou ainda a medalha de bronze na categoria +80 kg em Paris 2024.